# Tigaon
Tigaon é um município de  terceira classe de renda municipal (d) na província Camarines Sul, nas Filipinas. De acordo com o censo de 1 de maio  de  2020 possui uma população de 60 524 pessoas e 13 324 domicílios.